# Sergueï Kouzmitch Viazmitinov
Comte Sergueï Kouzmitch Viazmitinov (en russe : Сергей Кузьмич Вязьмитинов), né le 7 octobre 1744, décédé le 15 octobre 1819 à Saint-Pétersbourg.
Général et homme politique russe, ministre de la Guerre du 8 septembre 1802 au 13 janvier 1808, ministre de la Police impériale de Russie de 1812 à 1819, sénateur, gouverneur de guerre de Saint-Pétersbourg du 10 septembre 1805 au 12 janvier 1808 et du 10 novembre 1816 au 31 août 1818.

## Biographie
Sergueï Kouzmitch Viazmitinov naquit dans une famille noble d'origine ruthène, famille connue dès la fin du XVe siècle.

### Carrière militaire
Le 22 juin 1759, Sergueï Kouzmitch Viazmitinov fut enregistré comme caporal dans un corps d'observation. Il s'engagea dans l'armée le 21 décembre 1761, il y fut admis au grade d'enseigne dans un corps ukrainien.
En 1762, Sergueï Kouzmitch Viazmitinov entra dans la compagnie Manezh.
Au cours de la guerre russo-turque de 1768-1774, Sergueï Kouzmitch Viazmitinov fut aide de camp du comte Zakhar Tchernychev (1722-1784), vice-président de l'École de guerre. En 1777, il fut promu colonel, il prit la tête du régiment d'infanterie d'Astrakhan.
Le 22 septembre 1786, Sergeï Kouzmitch Viazmitinov fut élevé au grade de major-général et commanda le régiment de grenadiers Astrakhan. Lors de la guerre russo-turque de 1787-1772, il participa à la prise de Khotin, Akherman et Bendery.
Le 2 septembre 1793, Sergueï Kouzmitch Viazmitinov fut nommé lieutenant-général, le 4 mars 1794 sénateur. En septembre 1794, Paul Ier de Russie le nomma gouverneur militaire de Simbirsk et Oufa.
En 1795, Serguï Kouzmitch Viazmitinov commanda le corps d'Orenbourg, il contribua à étouffer la rébellion de Kirghise. Le 29 novembre 1796, Paul Ier de Russie le nomma au poste de gouverneur militaire d'Orenbourg, le 1er décembre 1796 gouverneur militaire de Kamenets-Podolski, le 3 décembre 1796, gouverneur militaire de Malorossiïa, le 13 janvier 1797 commandant de la forteresse Pierre-et-Paul de Saint-Pétersbourg. En 1798, il fut élevé au grade de général d'infanterie.

### Carrière politique
Le 5 novembre 1799, Sergueï Kouzmitch Viazmitinov, mis à la retraite, quitta l'armée. Le 9 septembre 1801, il fut nommé gouverneur civil de Malorossiïa. Le 1er janvier 1802, Alexandre Ier de Russie le nomma vice-président du Collégium de Guerre, puis, le 15 janvier 1802, sénateur et membre du Conseil permanent.
Après la création du ministère des Forces terrestres de la Russie impériale (8 septembre 1802), Sergueï Kouzmitch Viazmitinov fut le premier ministre de la guerre de la Russie impériale. À ce poste, il produisit un travail énorme concernant la réorganisation et l'administration de l'armée impériale de Russie.
Le 13 janvier 1808, Alexandre Ier de Russie priva Sergueï Kouzmitch Viazmitinov de son poste de ministre de la Guerre, avec une raison insultante pour le général en retraite : « sans droit de porter l'uniforme ».
Le 20 avril 1811, Sergueï Kouzmitch Viazmitinov fut admis au Conseil d'État, le 25 mars 1812 au Conseil des ministres, le 28 mars 1812, en l'absence d'Alexandre Ier de Russie, il dirigea la Police impériale de Russie, de 1812 à 1819, il fut ministre de la Police impériale de Russie. Le 9 septembre 1812, le tsar le nomma Président du Conseil des ministres, pour la seconde fois, le 30 octobre 1816, il fut gouverneur militaire de Saint-Pétersbourg, il conserva ce poste jusqu'en 1818.
En 1818, Alexandre Ier de Russie titra Sergueï Kouzmitch Viazmitinov comte d'Empire.

### Décès et inhumation
Sergueï Kouzmitch Viazmitinov décéda le 15 octobre 1819 à Saint-Pétersbourg, il fut inhumé au monastère Alexandre Nevski à Saint-Pétersbourg.